# DLX (архитектура процесора)
DLX је архитектура процесора типа RISC коју су осмислили Џон Л. Хенеси и Дејвид А. Патерсон, главни креатори  и Berkeley RISC архитектура (респективно), два основна примера RISC архитектуре. DLX је, заправо, упрошћена варијанта MIPS процесора, са простом 32-битном load/store архитектуром. Намењена првенствено за образовне сврхе, DLX архитектура се често користи на универзитетским курсевима архитектуре рачунара. Ово је слично MIX и MMIX архитектурама Доналда Кнута из серије књига The Art of Computer Programming.
Код првобитне MIPS архитектуре, једна од метода за побољшање перформанси била је та да се све инструкције заврше у једном такту, због чега је преводилац морао да убацује операције без дејства у случајевима када би инструкцији требало више времена за извршавање, на пример код приступа меморији. Код DLX архитектуре, коришћен је мало модернији приступ за дуге инструкције: систем прослеђивања података и промена редоследа инструкцијама. У овом случају, дуже инструкције се "заустављају" у својим функционалним јединицама, а онда се враћају у инструкцијски ток када се заврше. Споља би извршавање и даље деловало линеарно.
Инструкције DLX процесора могу да се поделе на три групе: R-тип, I-тип и J-тип. Инструкције -типа су чисте регистарске инструкције, са референцама на три регистра које се налазе у 32-битној речи. Инструкције I-типа одређују два регистра и користе 16 битова да сместе непосредну вредност. Коначно, инструкције -типа су скокови, који садрже 26-битну адресу.
Кодови операција су дуги 6 бита, тако да постоји укупно 64 могуће основне инструкције. 5 битова је потребно за одабир једног од 32 регистра. У случају инструкција R-типа, ово значи да је у употреби само 21 бит у 32-битној речи, што омогућује употребу нижих 6 битова за "проширене инструкције“. Због овога, DLX подржава више од 64 инструкција, под условом да те додатне инструкције раде само са регистрима. Ово је корисно за ствари као што је подршка за јединицу за рачунање у покретном зарезу.
DLX, као и MIPS архитектура, базира своју брзину на употреби инструкцијске проточне обраде (пајплајн). Код DLX архитектуре, проточна обрада је прилично једноставна и састоји се из 5 степени:
- - дохватање инструкције

у овом степену се инструкција дохвата из меморије.
- - декодовање инструкције

ова јединица добија инструкцију прочитану у IF степену и на основу ње одређује код операције и операнде. Такође дохвата вредности регистара ако то операција захтева.
- - извршавање (execution)

у овом степену се извршава инструкција, тако што аритметичко-логичка јединица даје резултат на основу операнада
- - приступ меморији (memory access)

ова јединица дохвата податке из оперативне меморије, на основу параметара из ID и EX степени.
- - упис назад у регистре (write back)

у овом степену се резултат инструкције уписује у неки од регистара.